# Rockwell B-1 Lancer
Rockwell B-1 Lancer este un avion supersonic cu patru motoare, geometrie variabilă, bombardier strategic greu utilizat de către Aviația Statelor Unite (USAF). In urma unei competitii, in 1970, modelul B-1A dezvoltat de catre North American Rockwell a fost selectat pentru programul USAF al unui unui bombardier supersonic cu viteză Mach 2, cu o rază de acțiune și sarcina utilă suficiente pentru a-l înlocui pe Boeing B-52 Stratofortress si XB-70 (care a fost abandonat). Acesta a fost dezvoltat mai apoi ca B-1B, în primul rând un penetrator de joasă altitudine, cu rază lungă de acțiune și viteză Mach 1.25 (capacitatea de viteză la mare altitudine), viteza redusa se datoreaza modificarii prizelor de admisie pentru aer ale motoarelor pentru a reduce semnatura radar.

## Operatori

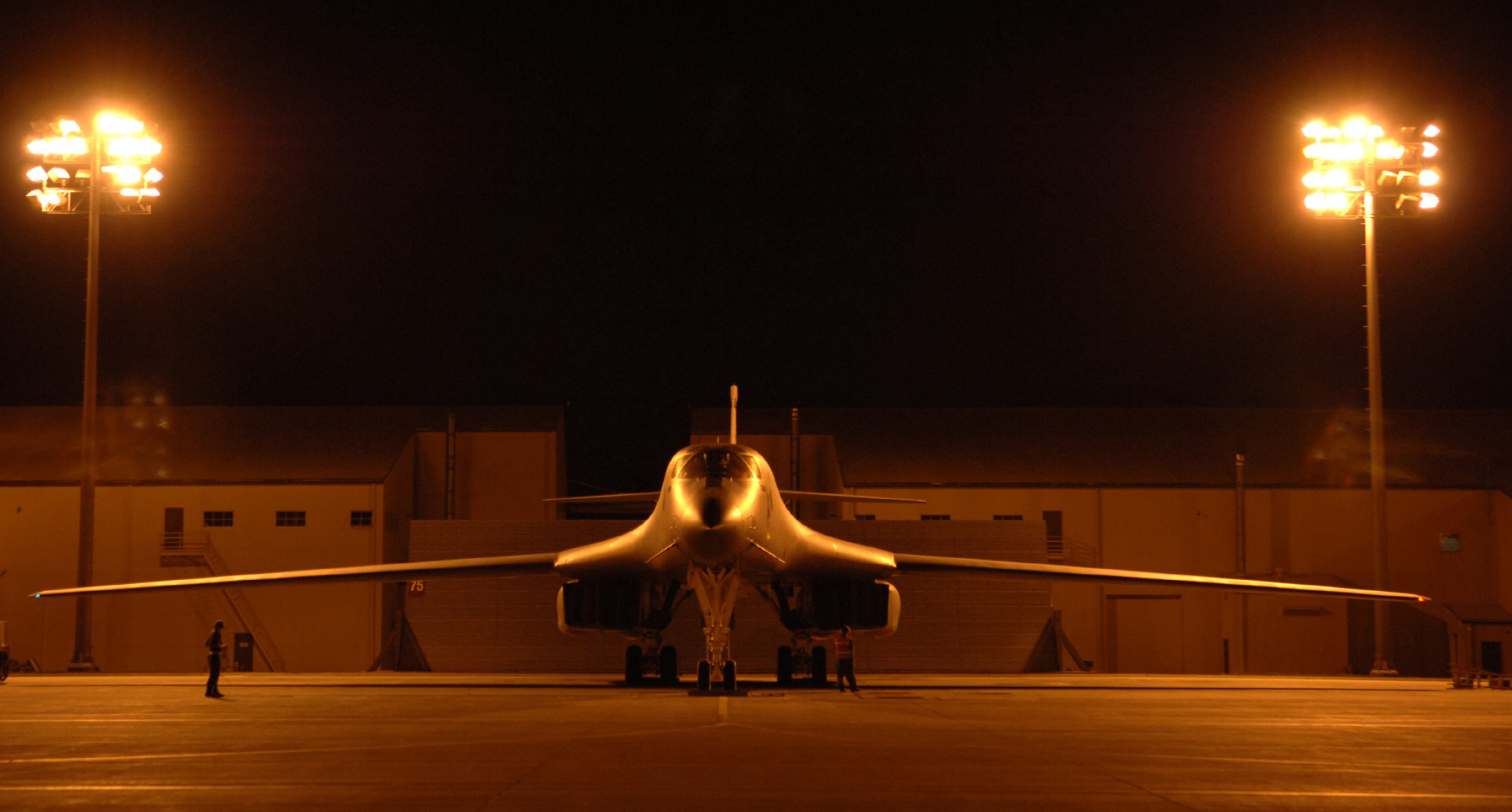
Un B-1B al 28th Bomb Wing la Ellsworth Air Force Base, South Dakota

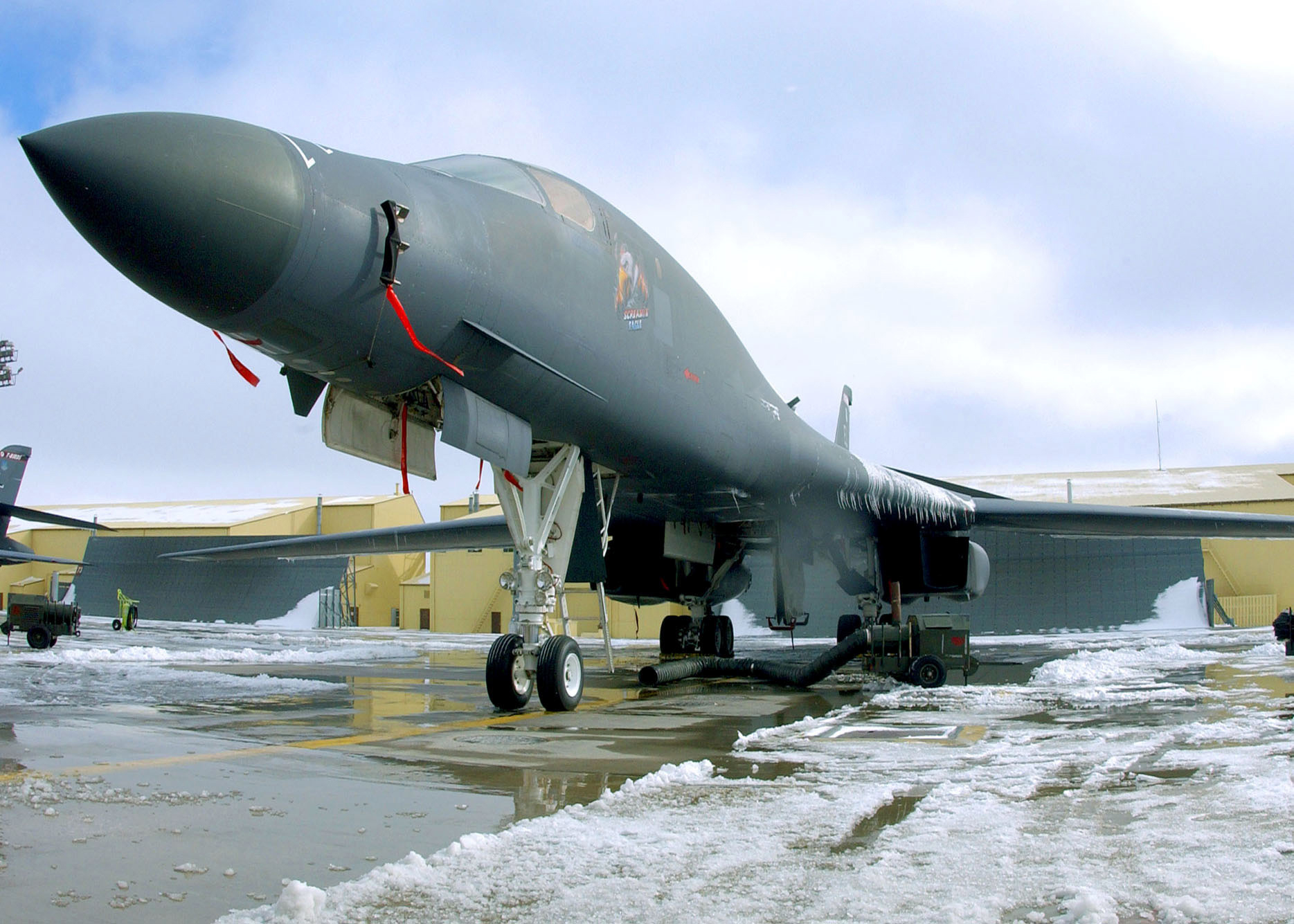
Un B-1B la o prezentare la Ellsworth AFB, 2003

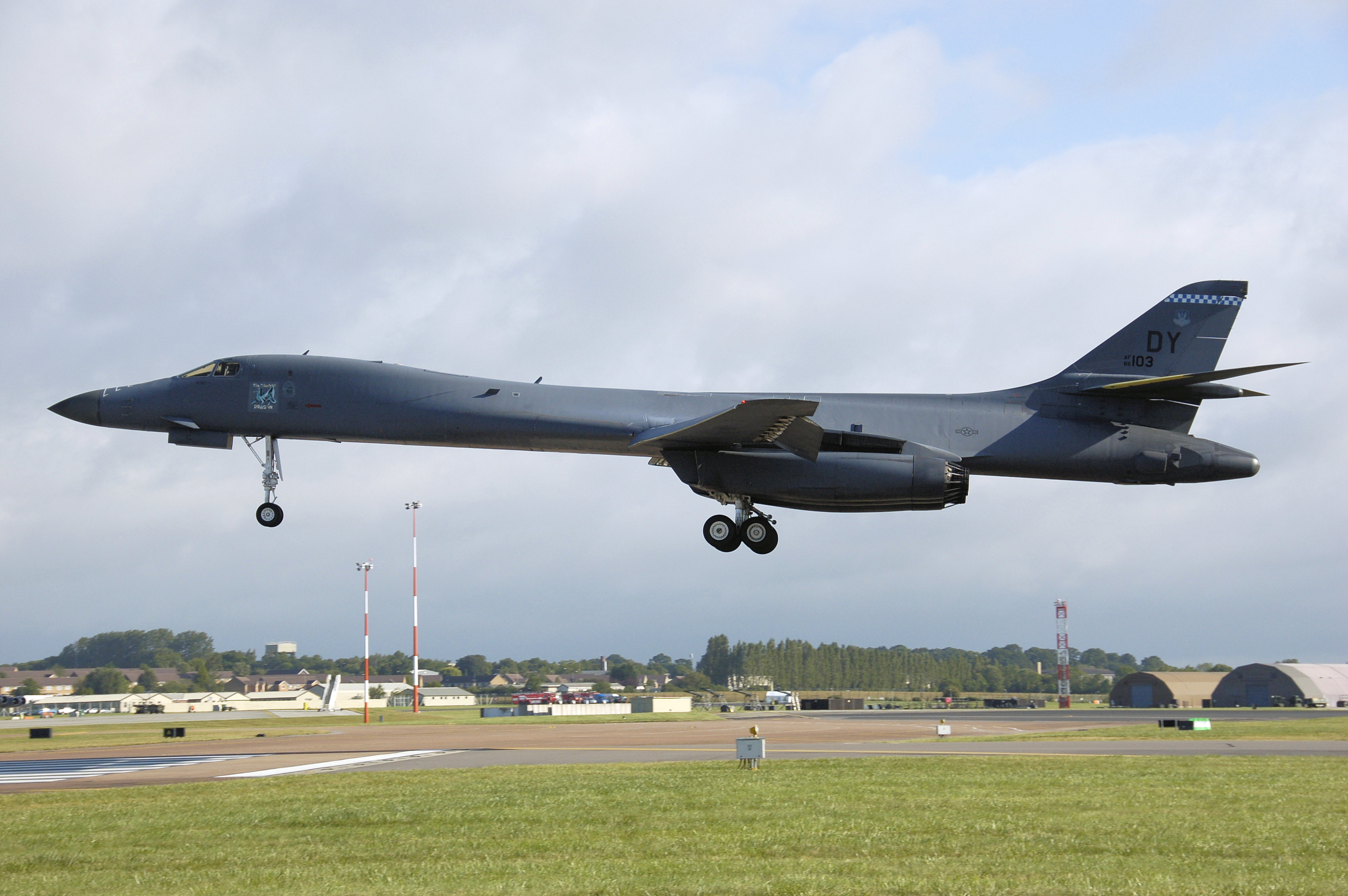
USAF B-1B ajunge la Royal International Air Tattoo 2008

United States
United States Air Force
Strategic Air Command 1985–1992
Air Combat Command 1992–2015
Air Force Global Strike Command 2015–prezent
- 7th Bomb Wing – Dyess AFB, Texas
  - 9th Bomb Squadron 1993–prezent
  - 13th Bomb Squadron 2000–2005
  - 28th Bomb Squadron 1994–prezent
  - 337th Bomb Squadron 1993–94

- 28th Bomb Wing – Ellsworth AFB, South Dakota
  - 34th Bomb Squadron 1994–97, 2002–prezent
  - 37th Bomb Squadron 1986–prezent
  - 77th Bomb Squadron 1985–95, 1997–2002

- 53d Test and Evaluation Group – Nellis AFB, Nevada
  - 337th Test and Evaluation Squadron (Dyess AFB, Texas) 2004–prezent

- 57th Wing – Nellis AFB, Nevada
  - 77th Weapons Squadron (Dyess) 2003–prezent

- 96th Bomb Wing – Dyess AFB, Texas
  - 337th Bomb Squadron 1985–93
  - 338th Combat Crew Training Squadron 1986–93
  - 4018th Combat Crew Training Squadron 1985–86

- 319th Bomb Wing – Grand Forks AFB, North Dakota 1987–94
  - 46th Bomb Squadron

- 366th Wing – Mountain Home AFB, Idaho 1997–2002
  - 34th Bomb Squadron

- 384th Bomb Wing – McConnell AFB, Kansas 1987–94
  - 28th Bomb Squadron

Air National Guard
- 116th Bomb Wing (Georgia Air National Guard) – Robins AFB, Georgia 1996–2002
  - 128th Bomb Squadron

- 184th Bomb Wing (Kansas Air National Guard) – McConnell AFB, Kansas 1994–2002
  - 127th Bomb Squadron

Air Force Flight Test Center – Edwards AFB, California
- 412th Operations Group 1989–92
  - 410th Flight Test Squadron

- 412th Test Wing 1992–prezent
  - 419th Flight Test Squadron

- 6510th Test Wing 1974–89
  - 6519th Flight Test Squadron

## Specificatii
- Echipaj: 4
- Lungime: 44,5 m

- Anvergura aripii

- Dreaptă: 41,8 m
- Delta: 24,1 m
- Înălțime: 10,4 m
- Suprafața aripii: 181,2 m²

- Airfoil: NA69-190-2
- Masă (gol): 87.100 kg
- Masă (încărcat): 148.000 kg
- Masa maximă la decolare: 216.400 kg
- Motor: 4×General Electric F101-GE-102 turboventilator dublu-flux
- Propulsie normală: 64,94 kN
- Propulsie (cu post-combustie): 136,92 kN fiecare

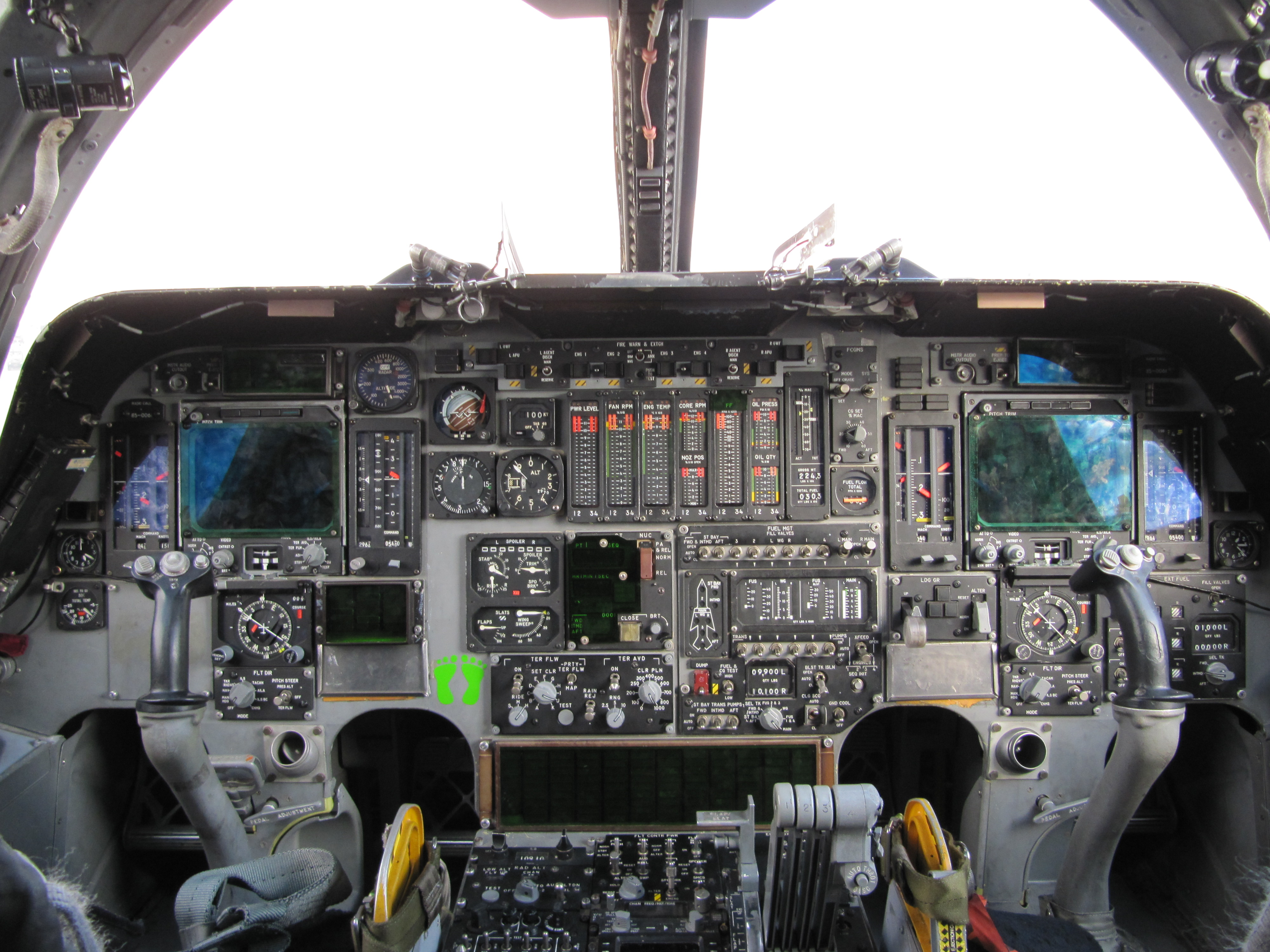
B-1B carlinga

- Viteza maximă: Mach 1.25 (1.330 km/h)
- Rază de acțiune (modul de luptă): 2,993 nm (5.543 km)
- Raza maximă de acțiune: 6,478 nm (11.998 km)
- Plafon operațional: 18.000 m
- Plafon practic de zbor: 15.240 m
- Sarcină suportată aripă: 816 kg/m²
- Raport tracțiune-greutate: 0,37

## Armament
Locații
- 6 puncte de acroșaj externe pentru o greutate maximă de 27.000 kg
- 3 locații de armament interne pentru o greutate de 34.000 kg

Opțiuni
Bombe
- 114×GBU-39 bombe cu diametru mic ghidate prin GPS
- 84×bombe Mk-82 pentru scopuri generale
- 84×Mk-62 mine navale
- 8×Mk-65 mine navale
- 30×CBU-87/89 cluster munitions
- 30×CBU-97 sensor-fused weapon
- 30×CBU-103/104/105 WCMD
- 24×bombe GBU-31 JDAM ghidate prin GPS (ambele bombe Mk-84 pentru scopuri generale și bombele BLU-109 pentru penetrare)
- 15×bombe GBU-38 JDAM ghidate prin GPS (focos Mk-82 pentru scopuri generale)
- 24×bombe Mk-84 pentru scopuri generale

Rachete
- 24×JASSM
- 12×JSOW